# جیسون سربونه
جیسون سربونه (به انگلیسی: Jason Cerbone) (زاده ۲ نوامبر ۱۹۷۷) بازیگر آمریکایی است.
از فیلم‌های معروف او می‌توان به بازی در فیلم سایه اشاره کرد.